# Jesus Carlos da Silva
Jesus Carlos da Silva, mais conhecido como Careca (Baldim, 26 de setembro de 1943), é um ex-futebolista brasileiro que atuava como goleiro.
Careca é o goleiro com a melhor média de gols tomados na história pelo Atlético Mineiro, e ainda o sétimo jogador que mais defendeu a meta do time.

## Títulos
Atlético Mineiro
- Campeonato Mineiro: 1970
- Campeonato Brasileiro: 1971